# エロ (犬種)

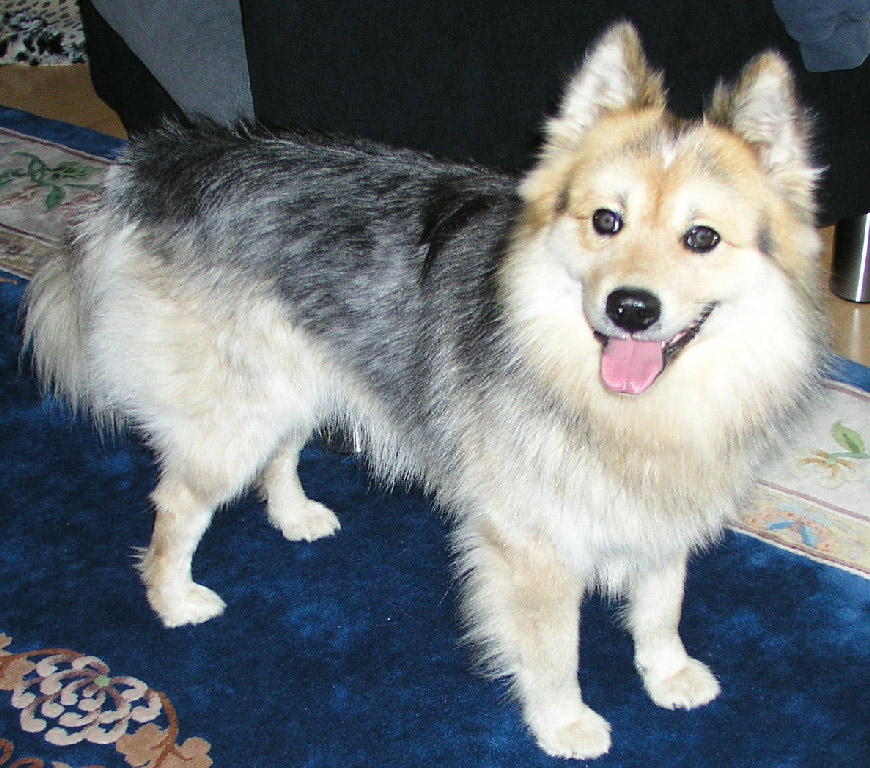

エロ（ドイツ語: Elo）とは、ドイツ原産の犬種である。FCIには公認されていない。

## 概要
マズルの長い中型犬である。毛は厚く、毛色は白、黒、茶、灰、赤など様々である。また、なつきやすく従順な性格である。
1987年、子供に優しい家族犬（ドイツ語: Familienhund）、社会犬の犬種を生み出すというアイデアから作出が始められた。当初は、交配に用いる主要な3種類の犬種（ユーラシア、オールド・イングリッシュ・シープドッグ、チャウ・チャウ）の名前からエロシャボロ（ドイツ語: Eloschaboro）という名称だった。しかし、ユーラシアを用いることができなかったため近縁種のチャウ・チャウが代用された。遺伝子的には、48%がユーラシア、23%がオールド・イングリッシュ・シープドッグ、10%がチャウ・チャウからなっている。